# Simpsiönvuori
Simpsiönvuori är en kulle i Finland.   Den ligger i den ekonomiska regionen  Seinäjoki ekonomiska region och landskapet Södra Österbotten, i den centrala delen av landet, 300 km norr om huvudstaden Helsingfors. Toppen på Simpsiönvuori är 130 meter över havet.
Terrängen runt Simpsiönvuori är huvudsakligen platt. Simpsiönvuori är den högsta punkten i trakten. Runt Simpsiönvuori är det glesbefolkat, med 17 invånare per kvadratkilometer. Närmaste större samhälle är Lappo, 3,2 km nordost om Simpsiönvuori. I omgivningarna runt Simpsiönvuori växer i huvudsak blandskog.